# PCLinuxOS
PCLinuxOS este o distribuție de Linux bazată pe managerul de pachetele RPM. Deseori prescurtat PCLOS.

## Versiuni
| Versiune          | Dată              | 2012.08 | 22 august 2012 |
| 2010.7            | 5 iulie 2010      |         |                |
| 2010.1            | 5 mai 2010        |         |                |
| 2010              | 19 aprilie 2010   |         |                |
| 2009.2            | 30 iunie 2009     |         |                |
| 2009.1            | 11 martie 2009    |         |                |
| 2008 "MiniMe"     | 7 ianuarie 2008   |         |                |
| P.94 "2007"       | 21 mai 2007       |         |                |
| P.93a "Big Daddy" | 21 august 2006    |         |                |
| P.93a "Junior"    | 9 august 2006     |         |                |
| P.93a "MiniMe"    | 4 august 2006     |         |                |
| P.93 "MiniMe"     | 21 aprilie 2006   |         |                |
| P.92              | 21 noiembrie 2005 |         |                |
| P.91              | 7 iulie 2005      |         |                |
| Prima versiune    | Octombrie 2003    |         |                |

## Proiecte
- TinyMe interfață grafică Openbox, excelent pentru computere mai puțin performante
- SAM Linux interfață grafică xfce